# My Family's Slave
«My Family's Slave» («La esclava de mi familia») es un artículo del periodista ganador del premio Pulitzer Alex Tizon que fue publicado como la historia de portada de la edición de junio de 2017 de The Atlantic. Cuenta la historia de vida de una mujer filipina, Eudocia Tomas Pulido, conocida en la familia como Lola, que vivió con la familia del autor durante 56 años, siendo durante la mayor parte del tiempo esencialmente una esclava, y que ayudó a criar a tres generaciones de la familia del autor. Lola era una prima lejana de la familia Tizon de una rama pobre de la familia que había sido engañada en la servidumbre por el abuelo del autor en las Filipinas en la década de 1940 y luego a la edad de 18 años fue «dada» a la madre del autor cuand esta última tenía 12 años. Fue la historia final de Tizon, publicada después de su muerte en marzo de 2017.

## Reacciones
La historia se volvió viral y provocó un debate significativo. Fue elogiado como «un cuento honesto e inquietante» por el Chicago Tribune, pero también recibió crítica. The Washington Post señaló que el artículo «recibió grandes elogios, con lectores elogiando la honestidad de Tizon y algunos diciendo que se encontraba entre las publicaciones más poderosas publicadas en la memoria reciente, pero también estimuló intensas críticas de algunos lectores que sintieron que humanizaba a un 'propietario de esclavos' y otros que describieron a Tizon como 'cómplice de la opresión sistémica de la ayuda doméstica filipina'». La revista filipina Scout argumentó que «gran parte de la indignación internacional proviene de lugares donde no entienden completamente la cultura en la que la historia se establece». The Atlantic reconoció las reacciones mezcladas a la historia.